# Verzorgingsplaats Oudbroeken
Verzorgingsplaats Oudbroeken is een Nederlandse verzorgingsplaats, gelegen aan de A12 Den Haag-Beek tussen afritten 28 en 29 nabij Zevenaar, in de gemeente Duiven.
De naam Oudbroeken komt van een gebied in de buurt met dezelfde naam.
Aan de andere kant van de snelweg ligt even verderop verzorgingsplaats Aalburgen.
Bij de locatie van deze verzorgingsplaats wordt volgens planning in 2024 het knooppunt De Liemers geopend, dat de A12 zal verbinden met de dan doorgetrokken A15.
Richting Beek:
De Andel · 
Bijleveld · 
De Forten · 
Bloemheuvel · 
De Buunderkamp · 
Oudbroeken · 
Bergh
Richting Den Haag:
Bergh · 
Aalburgen · 
De Schaars · 
't Ginkelse Zand · 
Oudenhorst · 
Hellevliet · 
Bodegraven · 
Knorrestein